# Palazzo di Monserrate

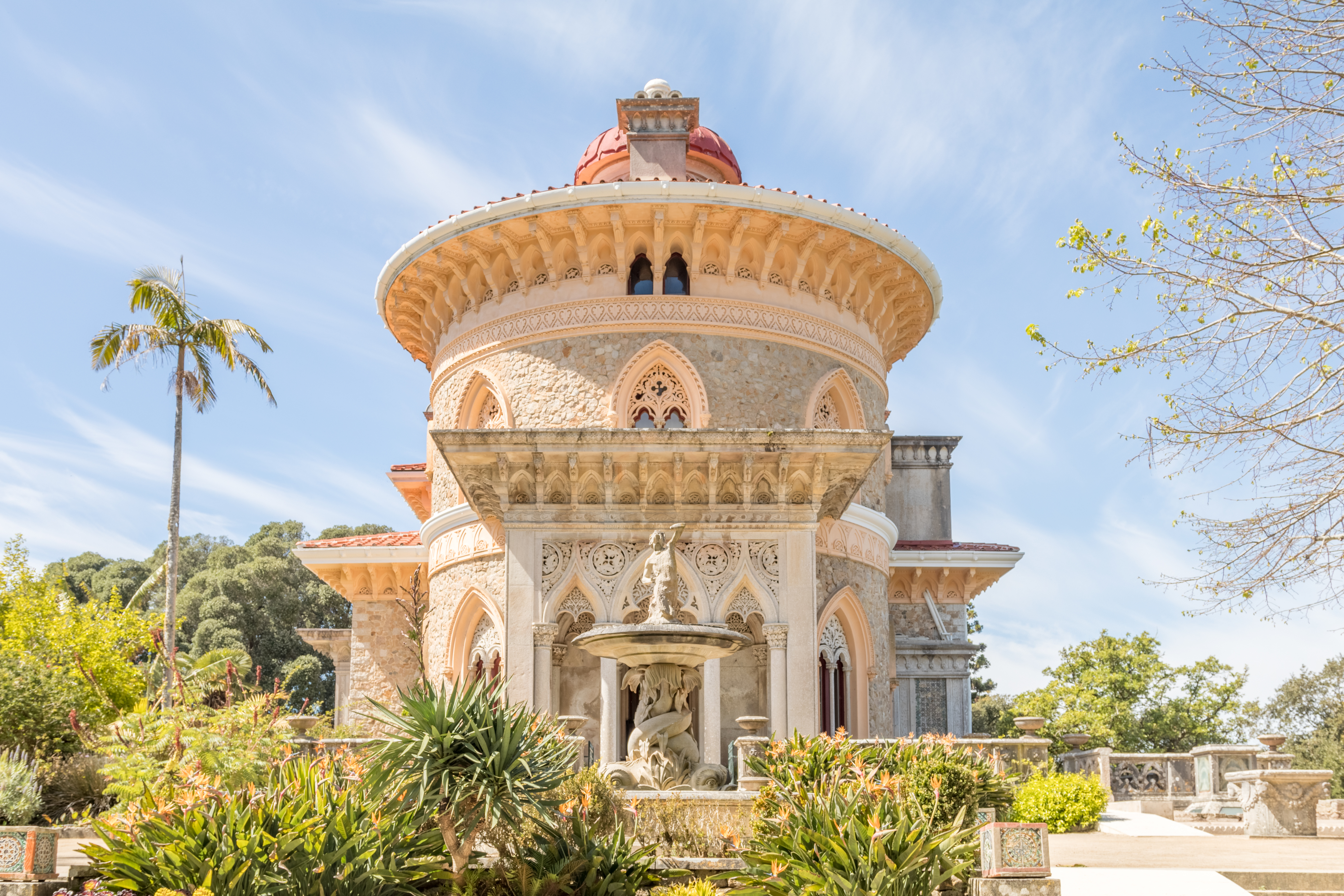
Sintra: il palazzo di Monserrate

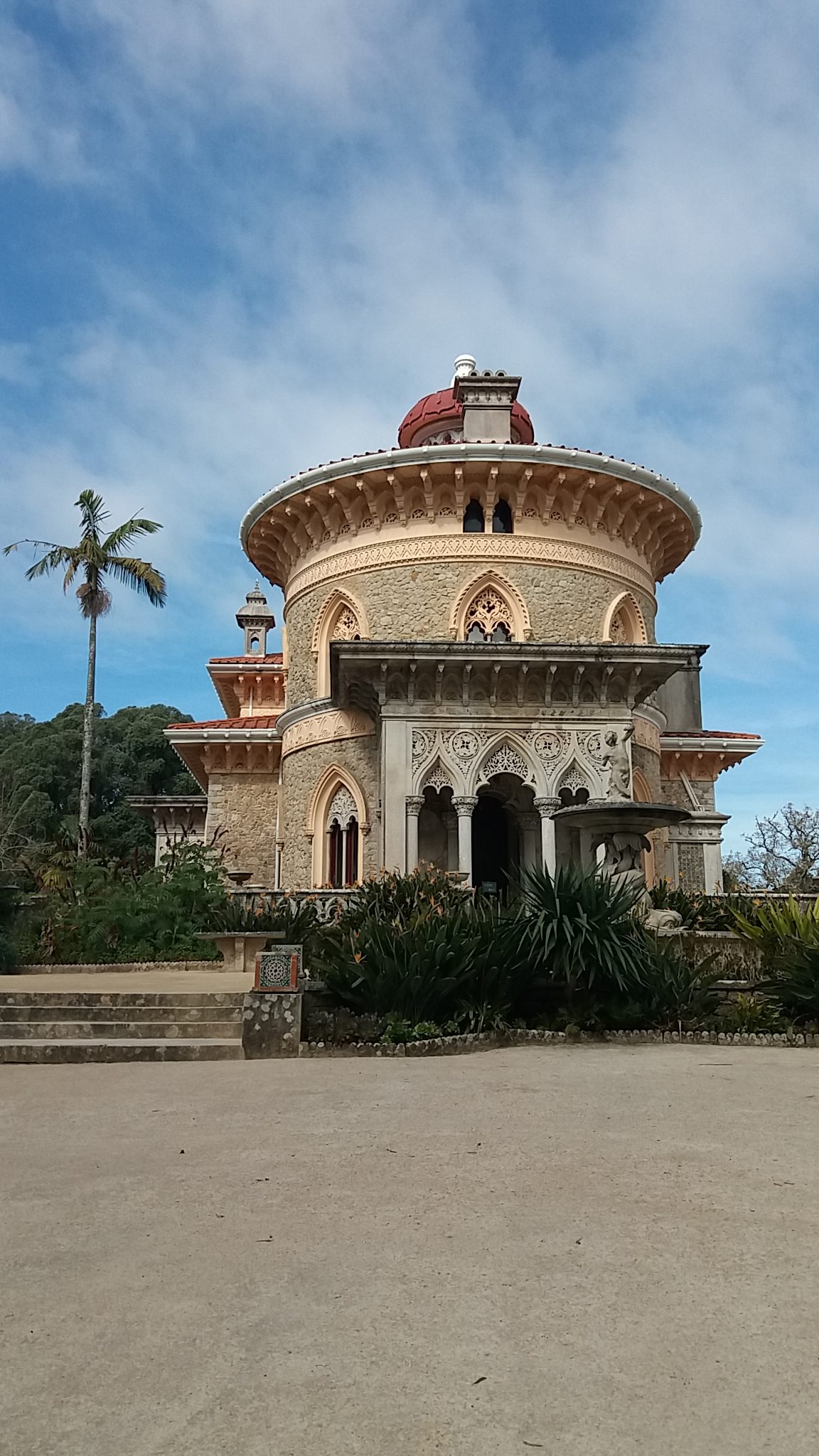
La facciata principale del palazzo di Monserrate

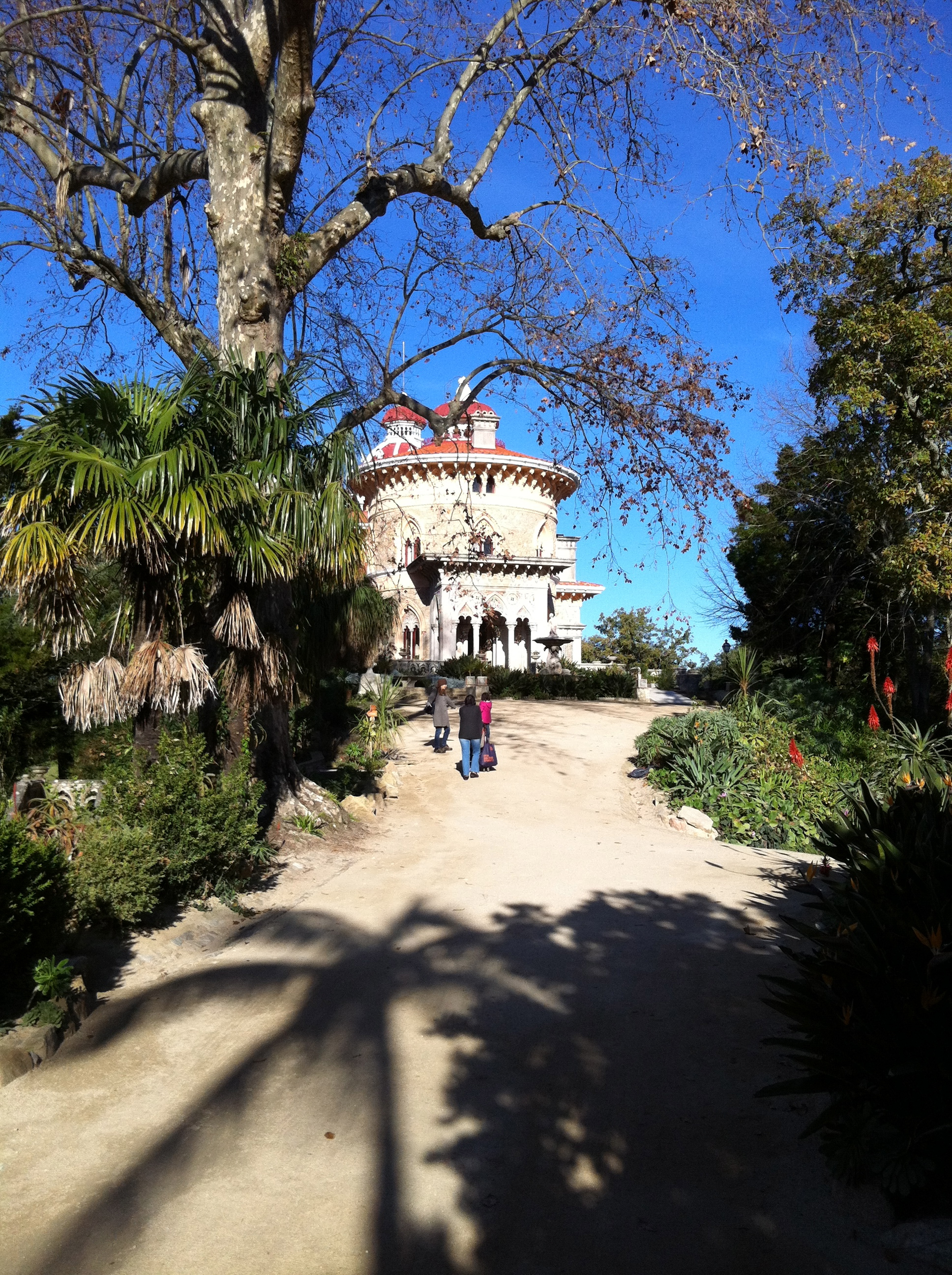
Giardini nel parco di Monserrate

Il palazzo di Monserrate (in portoghese: Palácio de Monserrate) è un palazzo della città portoghese di Sintra, nel distretto di Lisbona, realizzato nella forma attuale a partire dal 1856 per volere di Sir Francis Cook e circondato da giardini creati a partire dal XVIII secolo.

## Storia
Nel XVI secolo, sorgeva nella tenuta una cappella dedicata a Nostra Signora di Monserrat, eretta nel 1540: da questa cappella deriva il nome Monserrate.
In origine la tenuta di Monserrate era un'area dedita alla coltivazione di frutta e ortaggi di proprietà della famiglia Melo e Castro, che l'avevano acquistata nel 1718. Nel corso del XVIII secolo, la tenuta venne affittata da Gerard de Visme, che vi fece realizzare dei giardini, e dal giovane facoltoso inglese Thomas Beckford. Beckford fece ristrutturare il palazzo e creò un giardino botanico.
La tenuta di Monserrate venne quindi affittata nel 1856 da Sir Francis Cook, I visconte di Monserrate, pure lui di nazionalità britannica, che fece ristruttare il palazzo trasformandolo in un palazzo in stile moresco, e rinnovare i giardini. Cook, che sette anni dopo sarebbe diventato proprietario della tenuta, si avvalse della collaborazione del pittore paesaggista inglese William Stockdale e del botanico William Nevill.

## Architettura
La tenuta di Monserrate si trova a circa 3,5 km dal centro di Sintra e si estende in un'area di 30 ettari.
Il palazzo è circondato da piante esotiche e cascate. Complessivamente, crescono nel parco, circa 2500-3000 specie di piante; tra le varietà presenti, figurano il falso cipresso cinese, la dracaena draco e il rhododendron arboreum.
All'interno della tenuta si trovano poi un giardino giapponese, un giardino messicano e una cappella realizzata come un rudere.
Le principali sale del palazzo, ovvero la Sala della Musica, la Sala de Estar, la Sala de Jantar e la biblioteca, sono situate al piano terra.

## La tenuta e il palazzo di Monserrate nella cultura di massa
La tenuta di Monserrate è citata nel romanzo di George Gordon Byron Il pellegrinaggio del giovane Aroldo (Childe Harold's Pilgrimage).